# Чемпионат Украинской ССР по футболу 1936 (весна)
В 17-м розыгрыше Чемпионата УССР по футболу, который проводился с 12 мая по 24 июня 1936 года, приняли участие 8 сильнейших клубных команд мастеров республики.
Чемпионом стало киевское «Динамо».

## Ход турнира
Турнир проводился по «олимпийской» системе с разъездами.

### Турнирная сетка
|  | 1/4 финала                               | 1/4 финала                               | 1/4 финала                               | 1/4 финала                               | 1/4 финала                               | 1/4 финала                               | 1/4 финала                               | 1/4 финала                               | 1/4 финала                               | 1/4 финала                               |                                          |                 | 1/2 финала      | 1/2 финала      | 1/2 финала      | 1/2 финала      | 1/2 финала      | 1/2 финала      | 1/2 финала      | 1/2 финала | 1/2 финала | 1/2 финала |   |               | Финал         | Финал         | Финал         | Финал         | Финал         | Финал         | Финал         | Финал | Финал | Финал |
|  |                                          |                                          |                                          |                                          |                                          |                                          |                                          |                                          |                                          |                                          |                                          |                 |                 |                 |                 |                 |                 |                 |                 |            |            |            |   |               |               |               |               |               |               |               |               |       |       |       |
|  | «Динамо» Киев                            | «Динамо» Киев                            | «Динамо» Киев                            | «Динамо» Киев                            | «Динамо» Киев                            | «Динамо» Киев                            | «Динамо» Киев                            | «Динамо» Киев                            | «Динамо» Киев                            | 5                                        |                                          |                 |                 |                 |                 |                 |                 |                 |                 |            |            |            |   |               |               |               |               |               |               |               |               |       |       |       |
|  | «Динамо» Киев                            | «Динамо» Киев                            | «Динамо» Киев                            | «Динамо» Киев                            | «Динамо» Киев                            | «Динамо» Киев                            | «Динамо» Киев                            | «Динамо» Киев                            | «Динамо» Киев                            | 5                                        |                                          |                 |                 |                 |                 |                 |                 |                 |                 |            |            |            |   |               |               |               |               |               |               |               |               |       |       |       |
|  | «Динамо» Днепропетровск                  | «Динамо» Днепропетровск                  | «Динамо» Днепропетровск                  | «Динамо» Днепропетровск                  | «Динамо» Днепропетровск                  | «Динамо» Днепропетровск                  | «Динамо» Днепропетровск                  | «Динамо» Днепропетровск                  | «Динамо» Днепропетровск                  | 2                                        |                                          |                 |                 |                 |                 |                 |                 |                 |                 |            |            |            |   |               |               |               |               |               |               |               |               |       |       |       |
|  | «Динамо» Днепропетровск                  | «Динамо» Днепропетровск                  | «Динамо» Днепропетровск                  | «Динамо» Днепропетровск                  | «Динамо» Днепропетровск                  | «Динамо» Днепропетровск                  | «Динамо» Днепропетровск                  | «Динамо» Днепропетровск                  | «Динамо» Днепропетровск                  | 2                                        | «Динамо» Киев                            | «Динамо» Киев   | «Динамо» Киев   | «Динамо» Киев   | «Динамо» Киев   | «Динамо» Киев   | «Динамо» Киев   | «Динамо» Киев   | «Динамо» Киев   | 2          |            |            |   |               |               |               |               |               |               |               |               |       |       |       |
|  |                                          |                                          |                                          |                                          |                                          |                                          |                                          |                                          |                                          |                                          | «Динамо» Киев                            | «Динамо» Киев   | «Динамо» Киев   | «Динамо» Киев   | «Динамо» Киев   | «Динамо» Киев   | «Динамо» Киев   | «Динамо» Киев   | «Динамо» Киев   | 2          |            |            |   |               |               |               |               |               |               |               |               |       |       |       |
|  |                                          |                                          | «Локомотив» Киев                         | «Локомотив» Киев                         | «Локомотив» Киев                         | «Локомотив» Киев                         | «Локомотив» Киев                         | «Локомотив» Киев                         | «Локомотив» Киев                         | «Локомотив» Киев                         | «Локомотив» Киев                         | 1               |                 |                 |                 |                 |                 |                 |                 |            |            |            |   |               |               |               |               |               |               |               |               |       |       |       |
|  | «Локомотив» Киев                         | «Локомотив» Киев                         | «Локомотив» Киев                         | «Локомотив» Киев                         | «Локомотив» Киев                         | «Локомотив» Киев                         | «Локомотив» Киев                         | «Локомотив» Киев                         | «Локомотив» Киев                         | «Локомотив» Киев                         | «Локомотив» Киев                         | 1               | 1               |                 |                 |                 |                 |                 |                 |            |            |            |   |               |               |               |               |               |               |               |               |       |       |       |
|  | «Локомотив» Киев                         | «Локомотив» Киев                         | «Локомотив» Киев                         | «Локомотив» Киев                         | «Локомотив» Киев                         | «Локомотив» Киев                         | «Локомотив» Киев                         | «Локомотив» Киев                         | «Локомотив» Киев                         |                                          |                                          |                 | 1               |                 |                 |                 |                 |                 |                 |            |            |            |   |               |               |               |               |               |               |               |               |       |       |       |
|  | ХПЗ Харьков                              | ХПЗ Харьков                              | ХПЗ Харьков                              | ХПЗ Харьков                              | ХПЗ Харьков                              | ХПЗ Харьков                              | ХПЗ Харьков                              | ХПЗ Харьков                              | ХПЗ Харьков                              | 0                                        |                                          |                 |                 |                 |                 |                 |                 |                 |                 |            |            |            |   |               |               |               |               |               |               |               |               |       |       |       |
|  | ХПЗ Харьков                              | ХПЗ Харьков                              | ХПЗ Харьков                              | ХПЗ Харьков                              | ХПЗ Харьков                              | ХПЗ Харьков                              | ХПЗ Харьков                              | ХПЗ Харьков                              | ХПЗ Харьков                              | 0                                        |                                          |                 |                 |                 |                 |                 |                 |                 |                 |            |            |            | 1 | «Динамо» Киев | «Динамо» Киев | «Динамо» Киев | «Динамо» Киев | «Динамо» Киев | «Динамо» Киев | «Динамо» Киев | «Динамо» Киев | 6     |       |       |
|  |                                          |                                          |                                          |                                          |                                          |                                          |                                          |                                          |                                          |                                          |                                          |                 |                 |                 |                 |                 |                 |                 |                 |            |            |            | 1 | «Динамо» Киев | «Динамо» Киев | «Динамо» Киев | «Динамо» Киев | «Динамо» Киев | «Динамо» Киев | «Динамо» Киев | «Динамо» Киев | 6     |       |       |
|  |                                          |                                          | 2                                        | «Динамо» Одесса                          | «Динамо» Одесса                          | «Динамо» Одесса                          | «Динамо» Одесса                          | «Динамо» Одесса                          | «Динамо» Одесса                          | «Динамо» Одесса                          | «Динамо» Одесса                          | 0               |                 |                 |                 |                 |                 |                 |                 |            |            |            |   |               |               |               |               |               |               |               |               |       |       |       |
|  | «Динамо» Одесса                          | «Динамо» Одесса                          | «Динамо» Одесса                          | «Динамо» Одесса                          | «Динамо» Одесса                          | «Динамо» Одесса                          | «Динамо» Одесса                          | «Динамо» Одесса                          | «Динамо» Одесса                          | «Динамо» Одесса                          | «Динамо» Одесса                          | 0               | 3               |                 |                 |                 |                 |                 |                 |            |            |            |   |               |               |               |               |               |               |               |               |       |       |       |
|  | «Динамо» Одесса                          | «Динамо» Одесса                          | «Динамо» Одесса                          | «Динамо» Одесса                          | «Динамо» Одесса                          | «Динамо» Одесса                          | «Динамо» Одесса                          | «Динамо» Одесса                          | «Динамо» Одесса                          |                                          |                                          |                 | 3               |                 |                 |                 |                 |                 |                 |            |            |            |   |               |               |               |               |               |               |               |               |       |       |       |
|  | «Стахановец» Горловка                    | «Стахановец» Горловка                    | «Стахановец» Горловка                    | «Стахановец» Горловка                    | «Стахановец» Горловка                    | «Стахановец» Горловка                    | «Стахановец» Горловка                    | «Стахановец» Горловка                    | «Стахановец» Горловка                    | 2                                        |                                          |                 |                 |                 |                 |                 |                 |                 |                 |            |            |            |   |               |               |               |               |               |               |               |               |       |       |       |
|  | «Стахановец» Горловка                    | «Стахановец» Горловка                    | «Стахановец» Горловка                    | «Стахановец» Горловка                    | «Стахановец» Горловка                    | «Стахановец» Горловка                    | «Стахановец» Горловка                    | «Стахановец» Горловка                    | «Стахановец» Горловка                    | 2                                        | «Динамо» Одесса                          | «Динамо» Одесса | «Динамо» Одесса | «Динамо» Одесса | «Динамо» Одесса | «Динамо» Одесса | «Динамо» Одесса | «Динамо» Одесса | «Динамо» Одесса | 1          |            |            |   |               |               |               |               |               |               |               |               |       |       |       |
|  |                                          |                                          |                                          |                                          |                                          |                                          |                                          |                                          |                                          |                                          | «Динамо» Одесса                          | «Динамо» Одесса | «Динамо» Одесса | «Динамо» Одесса | «Динамо» Одесса | «Динамо» Одесса | «Динамо» Одесса | «Динамо» Одесса | «Динамо» Одесса | 1          |            |            |   |               |               |               |               |               |               |               |               |       |       |       |
|  |                                          |                                          | «Сталь» (Завод им.Ленина) Днепропетровск | «Сталь» (Завод им.Ленина) Днепропетровск | «Сталь» (Завод им.Ленина) Днепропетровск | «Сталь» (Завод им.Ленина) Днепропетровск | «Сталь» (Завод им.Ленина) Днепропетровск | «Сталь» (Завод им.Ленина) Днепропетровск | «Сталь» (Завод им.Ленина) Днепропетровск | «Сталь» (Завод им.Ленина) Днепропетровск | «Сталь» (Завод им.Ленина) Днепропетровск | 0               |                 |                 |                 |                 |                 |                 |                 |            |            |            |   |               |               |               |               |               |               |               |               |       |       |       |
|  | «Сталь» (Завод им.Ленина) Днепропетровск | «Сталь» (Завод им.Ленина) Днепропетровск | «Сталь» (Завод им.Ленина) Днепропетровск | «Сталь» (Завод им.Ленина) Днепропетровск | «Сталь» (Завод им.Ленина) Днепропетровск | «Сталь» (Завод им.Ленина) Днепропетровск | «Сталь» (Завод им.Ленина) Днепропетровск | «Сталь» (Завод им.Ленина) Днепропетровск | «Сталь» (Завод им.Ленина) Днепропетровск | «Сталь» (Завод им.Ленина) Днепропетровск | «Сталь» (Завод им.Ленина) Днепропетровск | 0               | 2               |                 |                 |                 |                 |                 |                 |            |            |            |   |               |               |               |               |               |               |               |               |       |       |       |
|  | «Сталь» (Завод им.Ленина) Днепропетровск | «Сталь» (Завод им.Ленина) Днепропетровск | «Сталь» (Завод им.Ленина) Днепропетровск | «Сталь» (Завод им.Ленина) Днепропетровск | «Сталь» (Завод им.Ленина) Днепропетровск | «Сталь» (Завод им.Ленина) Днепропетровск | «Сталь» (Завод им.Ленина) Днепропетровск | «Сталь» (Завод им.Ленина) Днепропетровск | «Сталь» (Завод им.Ленина) Днепропетровск |                                          |                                          |                 | 2               |                 |                 |                 |                 |                 |                 |            |            |            |   |               |               |               |               |               |               |               |               |       |       |       |
|  | «Динамо» Харьков                         | «Динамо» Харьков                         | «Динамо» Харьков                         | «Динамо» Харьков                         | «Динамо» Харьков                         | «Динамо» Харьков                         | «Динамо» Харьков                         | «Динамо» Харьков                         | «Динамо» Харьков                         | 0                                        |                                          |                 |                 |                 |                 |                 |                 |                 |                 |            |            |            |   |               |               |               |               |               |               |               |               |       |       |       |
|  | «Динамо» Харьков                         | «Динамо» Харьков                         | «Динамо» Харьков                         | «Динамо» Харьков                         | «Динамо» Харьков                         | «Динамо» Харьков                         | «Динамо» Харьков                         | «Динамо» Харьков                         | «Динамо» Харьков                         | 0                                        |                                          |                 |                 |                 |                 |                 |                 |                 |                 |            |            |            |   |               |               |               |               |               |               |               |               |       |       |       |
|  |                                          |                                          |                                          |                                          |                                          |                                          |                                          |                                          |                                          |                                          |                                          |                 |                 |                 |                 |                 |                 |                 |                 |            |            |            |   |               |               |               |               |               |               |               |               |       |       |       |

### Матчи
1/4 финала
| 11 мая | «Локомотив» Киев  | 1:0     | ХПЗ Харьков | Харьков                                        |
| | - Ф.Кузьменко 13′ | (отчёт) |             | Стадион: «Металлист» Судья: Л.Кулинец (Одесса) |
| «Локомотив» Киев: Сорин - Тимофеев, Пржепольский - Францев, Филиппович, Долгов - Головинский, Сопин, Ф.Кузьменко, Н.Балакин, Галкин (тренер — Ямковой) ХПЗ Харьков: Бобовников - А.Пономаренко, П.Якушев - Сергиенко, Иодловский, Ус - Сокольников, Попрыгин, Г.Масалитин, Данковцов, Бурдуков |                   |         |             |                                                |

| 12 мая | «Динамо» Киев                                       | 5:2     | «Динамо» Днепропетровск               | Киев                                                              |
| | - Шиловский 32′ - Щегоцкий 34′ 62′ 68′ - Махиня 72′ | (отчёт) | - 10′ В.Кривошеев - 81′ (пен.) Гребер | Стадион: им.Косиора Зрителей: 30 000 Судья: Л.Иоселевич (Харьков) |
| «Динамо» Киев: Идзковский - Правоверов, К.Фомин - Тютчев, Лившиц, Путистин - Гончаренко, Шиловский, Щегоцкий, Комаров, Махиня (тренер — М.Товаровский) «Динамо» Днепропетровск: Маховский - Прядко, Алексопольський - М.Старостин, Б.Андреев, Гребер - Корнилов, В.Кривошеєв, Костин, Лайко , Мозолевский (тренер — Д.Лимбек) |                                                     |         |                                       |                                                                   |

| 12 мая | «Динамо» Одесса                     | 3:2     | «Стахановец» Горловка                | Горловка                                                             |
| | - Калашников 15′ 59′ - Сосицкий 65′ | (отчёт) | - 10′ М.Пащенко - (3:2)′ Б.Терентьев | Стадион: им.Балицкого Зрителей: 15 000 Судья: Сенеш (Днепропетровск) |
| «Стахановец» Горловка: Раздорожнюк - Бойченко, Константиновский - Беспалов, Евтехов, К.Пащенко - Коротынский, Наумов , М.Пащенко, Ф.Манов, Б.Терентьев (тренер — Н.Наумов) |                                     |         |                                      |                                                                      |

| 12 мая 1/4 финала | «Сталь» (Завод им. Ленина) Днепропетровск | 2:0     | «Динамо» Харьков | Харьков                                    |
|                   | - Приймак 61′ - Гоцелюк 65′               | (отчёт) |                  | Стадион: «Динамо» Судья: И.Космачев (Киев) |

1/2 финала
| 18 мая | «Динамо» Киев     | 2:1     | «Локомотив» Киев | Киев                                                     |
| | - Щегоцкий 6′ 47′ | (отчёт) | - 73′ Н.Балакин  | Стадион: «Динамо» Зрителей: 30 000 Судья: Г.Бланк (Киев) |
| «Динамо» Киев: Трусевич - ..., К.Фомин - ..., ..., ... - Гончаренко, Шиловский (8' Коротких), Щегоцкий, Комаров, Махиня (тренер — М.Товаровский) · «Локомотив» Киев: Сорин - Тимофеев, Пржепольский - Францев, Филиппович, Долгов - Головинский, Сопин, Ф.Кузьменко, Н.Балакин, Галкин (тренер — Ямковой) |                   |         |                  |                                                          |

| 18 мая | «Динамо» Одесса | 1:0 | «Сталь» (Завод им. Ленина) Днепропетровск | Одесса                          |
|        |                 |     |                                           | Стадион: парка им. Т.Г.Шевченко |

#### Финал
| «Динамо» Киев                                                              | 6:0     | «Динамо» Одесса |
| -------------------------------------------------------------------------- | ------- | --------------- |
| - Шиловский 7′ 23′ 53′ - Щегоцкий 56′ - Коротких (5)′ - Токарь (6)′ (авт.) | (отчёт) |                 |

| «Динамо» Киев: Трусевич - Правоверов, Клименко - Тютчев, И.Кузьменко, Путистин - Гончаренко, Шиловский, Щегоцкий , Комаров (56+' Коротких), Махиня (тренер — М.Товаровский) «Динамо» Одесса: Михальченко - Чистов (46' Мельник), Табачковский - Хижников, Хейсон, Токарь - Гичкин, Малхасов, Л.Орехов, Кравченко , Сосицкий (тренер — А.Коген) |

#### Утешительный раунд[2]
| 18 мая | «Стахановец» (Горловка) | +:- (неявка) | «Динамо» (Харьков) | Горловка |

| 18 мая | «Динамо» (Днепропетровск)                  | 3:1     | ХПЗ Харьков | Днепропетровск      |
|        | - Лайко 13′ - Костин 30′ - В.Кривошеев 75′ | (отчёт) | - 32′ ?     | Судья: Фиш (Одесса) |

## Итоговое положение команд
| М                   | Команда                                   | И | В | Н | П | М      |
| ------------------- | ----------------------------------------- | - | - | - | - | ------ |
|                     | «Динамо» Киев                             | 3 | 3 | 0 | 0 | 13 — 3 |
|                     | «Динамо» Одесса                           | 3 | 2 | 0 | 1 | 4 — 8  |
|                     | «Сталь» (Завод им. Ленина) Днепропетровск | 2 | 1 | 0 | 1 | 2 — 1  |
|                     | «Локомотив» Киев                          | 2 | 1 | 0 | 1 | 2 — 2  |
| Выбыли в 1/4 финала |                                           |   |   |   |   |        |
| (5)                 | «Динамо» (Днепропетровск)                 | 2 | 1 | 0 | 1 | 5 — 6  |
| (5)                 | «Стахановец» (Горловка)                   | 2 | 1 | 0 | 1 | 2 — 3  |
| (7)                 | ХПЗ Харьков                               | 2 | 0 | 0 | 2 | 1 — 4  |
| (8)                 | «Динамо» (Харьков)                        | 2 | 0 | 0 | 2 | 0 — 2  |